# Uriel Acosta
Uriel Acosta, inaczej Gabriel Acosta, właściwie Uriel da Costa (ur. 1585 w Porto, zm. w kwietniu 1640 w Amsterdamie) – pochodzący z Portugalii filozof żydowski, sceptyk, wsławiony swą walką przeciw religii. Uznawał Biblię za twór ludzki, odrzucał wiarę w opatrzność, autor traktatu pt. O śmiertelności duszy ludzkiej, próbował budować moralność całkowicie świecką.

## Życiorys
Pochodził z rodziny maranów, która zmieniła wyznanie z żydowskiego na katolicyzm, by uniknąć prześladowań na tle religijnym. W 1600 roku rozpoczął studia na Uniwersytecie w Coimbrze, z których jednak szybko zrezygnował, by na kilka lat podjąć pracę w kancelarii arcybiskupa w Coimbrze. W 1604 r. powrócił na uczelnię i studiował prawo kanoniczne do 1608 roku. Po studiach otrzymał tonsurę, czyli został przyjęty do stanu duchownego. 
W 1608 roku zmarł jego ojciec, który był przedsiębiorcą. Rodzina Uriela znalazła się w trudnej sytuacji finansowej, ze względu na niespłacone należności kontrahentów ojca. Matka filozofa musiała wziąć pożyczkę. Uriel podjął pracę skarbnika kościoła, co zapewniało mu stosunkowo wysokie zarobki. W 1613 rodzina spłaciła długi i odzyskała zaległe należności. Wkrótce później, wiosną 1614 roku, Acosta udał się wspólnie z matką do Amsterdamu (Holandia słynęła wówczas z tolerancji wobec Żydow). W 1615 przeszedł na judaizm. W tym samym roku udał się do Hamburga, by otworzyć tam placówkę handlową rodzinnej firmy. W Hamburgu popadł w konflikt z lokalną społecznością żydowską. Oburzyły go rozbieżności pomiędzy Torą a Talmudem. Spisał swoje wątpliwości i przesłał polemikę do przywódców hiszpańsko-portugalskiej społeczności żydowskiej. Jego zarzuty zostały odparte przez przywódcę społeczności rabina Leona Modene, zagrożono mu ekskomuniką. Acosta upierał się przy swoich poglądach. W 1618 roku został potępiony i wykluczony ze społeczności żydowskiej Hamburga.
W roku 1624 wydał w Amsterdamie książkę, w której zakwestionował naukę o nieśmiertelności duszy. Wykazał w niej również wiele rozbieżności pomiędzy judaizmem ukazanym w Biblii a nauką ustną społeczności żydowskiej. Publikacja ta okazała się bardzo kontrowersyjna. Acosta naraził się nią zarówno wyznawcom judaizmu, jak i katolikom. Prawie cały nakład został spalony, nie jest jasne czy na wniosek władz miasta, czy społeczności żydowskiej. Znalazł się na kilka dni w areszcie, z którego został jednak wypuszczony po opłaceniu grzywny przez braci, został również wygnany z Amsterdamu. 
Uciekł więc do Hamburga w Niemczech, nie znał jednak języka niemieckiego, więc nie było mu łatwo żyć w obcym kraju. Zdecydował się powrócić do Amsterdamu w roku 1633. Wkrótce po powrocie zaczął znów głosić swe poglądy. Twierdził, że religia judaistyczna oraz prawo mojżeszowe są jedynie tworami człowieka, a potem, że w ogóle wszystkie religie wymyślili sami ludzie. Uważał też, że do czczenia Boga nie potrzeba pustych ceremoniałów. Ponadto stał się głosicielem deizmu – był przekonany, że Bóg istnieje w siłach przyrody, a natura jest przecież pełna pokoju i harmonii, religie natomiast są naznaczone krwią, przemocą i walką. Za szerzenie tych poglądów ponownie został uznany za heretyka i wyklęty.
Jesienią 1639 roku postanowił powrócić do społeczności żydowskiej. Warunkiem było jednak zniesienie obowiązującej go ekskomuniki. By to osiągnąć, Acosta musiał poddać się pokucie, w jej ramach był publicznie biczowany w synagodze. W kwietniu 1640 roku popełnił samobójstwo.
W 1687 roku opublikowano autobiografie Acosty „Exemplar Humanae Vitae“, która przez długi czas była głównym źródłem dotyczącym życia filozofa.

## Znaczenie
Jest uważany za prekursora nowoczesnej krytyki biblijnej i myśli naturalistycznej w filozofii. Kontynuacja myśli da Costy wyraźnie widoczna jest u Barucha Spinozy. Spinoza swą krytykę Biblii rozpoczął niemal od tego miejsca, gdzie zatrzymał się da Costa.
Postać filozofa została uwieczniona w sztuce teatralnej Uriel Akosta niemieckiego pisarza Karola Gutzkowa.

## Publikacje
- 1616 – Propostas contra a tradição (w języku portugalskim)
- 1623 – Exame das tradições farisaicas (w j. portugalskim)
- 1687 – Exemplar humanae vitae (w języku łacińskim), pol. Wizerunek własny żywota (wydanie polskie 1960)